# Svenska Serier 1979
Svenska Serier årgång 1979 gavs ut i 7 nummer. Detta var tidningens första årgång.

## Innehåll
| Nummer | Serie                        | Upphovsman                   |
| ------ | ---------------------------- | ---------------------------- |
| 1      | Omslaget                     | Alf Thorsjö                  |
|        | Mike Estepp                  | Mikael Oskarsson             |
|        | Skejtbårdkaninen             | Anders Haglund               |
|        | Pille Pil                    | Ulf Björkryd Ingemar Nyström |
|        | Benke                        | Ulf Jansson                  |
|        | År 2002 – ett rymdäventyr    | Jonas Bergengren             |
|        | Balders Bar                  | Bernt Lundh                  |
|        | Historiska historier         | Alf Woxnerud                 |
|        | Medicinmännen                | Fredrik Jeansson             |
| 2      | Omslaget                     | Rolf Gohs                    |
|        | Kornen                       | Ulf Lodin                    |
|        | Mopp & Sock                  | Olle Qvennerstedt            |
|        | Albin Lindblad               | Reine Brynolfsson            |
|        | Ezra                         | Johan Hasselberg             |
|        | Troll                        | Stefan Karlebo               |
|        | (S)maskiga hamburgare        | Johan Hasselberg             |
| 3      | Omslaget                     | Patrik Norrman               |
|        | Häng med på party            | Hans Christensen             |
|        | Gubben Nils i månen          | Ulf Gunhamre                 |
|        | Annas serie                  | Patrik Norrman               |
|        | Moskitörerna                 | Per-G Friberg                |
|        | Mötet                        | Göran Stenberg               |
|        | På sta’n                     | Anders Modén                 |
|        | Annas serie: På djupt vatten | Patrik Norrman               |
| 4      | Omslaget                     | Peter Friman                 |
|        | Vikingar: Elin               | Kurt Ahlgren                 |
|        | Kisen                        | Jens Ahlbom                  |
|        | Peter & Professorn           | Jan-Åke Palmlöf              |
|        | Majas barn                   | Mats Ekberg                  |
|        | Råttjägaren                  | Stefan Nagy                  |
| 5      | Omslaget                     | Patrik Lindvall              |
|        | Gladiatorspelen              | Lennart Moberg               |
|        | Arnold Peck                  | Patrik Lindvall              |
|        | Mia Mek & Ragge              | Janet Westergård             |
|        | MIX 1009                     | Pétur Bjarnason              |
|        | En TV-tittares död           | Patrik Lindvall              |
| 6      | Omslaget                     | Tore Edström                 |
|        | Agent 51                     | Ingemar Lindkvist            |
|        | Starboys                     | Tore Edström                 |
|        | Bernards serie               | Bernt Hanson                 |
|        | Little Bighorn 1876          | Ian Colbell                  |
| 7      | Omslaget                     | Göran Stenberg               |
|        | Motivet                      | Göran Stenberg               |
|        | De socialt missanpassade     | Rolf Tobrand                 |
|        | Före isen                    | Max Andersson                |
|        | Vindarnas moders berättelser | Karl-Gunnar Hall             |
|        | Rödluvan                     | Nicolas Lafolie              |